# Ahmed Fathy
Ahmed Fathy (àrab: أحمد فتحي)  (Banha, 10 de novembre de 1984) és un futbolista egipci de la dècada de 2010.
Fou internacional amb la selecció d'Egipte amb la qual participà en la Copa del Món de futbol de 2018.
Pel que fa a clubs, destacà a Ismaily SC, Sheffield United FC, Al Ahly, Kazma i Hull City AFC.